# Булгаков, Сергей Никифорович
Сергей Никифорович Булгаков (1917, село Дерябка, Тамбовская губерния — 24 ноября 1944) — командир отделения 61-го отдельного гвардейского саперного батальона гвардии старший сержант — на момент представления к награждению орденом Славы 1-й степени.

## Биография
Родился в 1917 году в селе Дерябка (ныне — Аннинского района Воронежской области). Работал в колхозе. По другим данным жил и работал в городе Москве.
В 1941 году был призван в Красную Армию Дзержинским райвоенкоматом города Москвы. Боевой путь начал в составе 466-го сапёрного батальона 50-й армии на Брянском фронте. Сражался в окружении, считался пропавшим без вести. К началу 1944 года был командиром отделения 61-го отдельного гвардейского сапёрного батальона 52-й гвардейской стрелковой дивизии. Член ВКП(б) с 1944 года.
19 января 1944 года в наступлении западнее города Новосокольники вместе с подчинёнными, проделав проходы в проволочном заграждении противника и лесном завале, провёл стрелковые подразделения через них. Приказом от 24 января 1944 года гвардии младший сержант Булгаков Сергей Никифорович награждён орденом Славы 3-й степени.
5 июня 1944 года, обеспечивая действия разведывательной группы по захвату «языка» северо-западнее посёлка Пушкинские Горы, со своим отделением проделал проходы в минном поле и проволочном заграждении, затем участвовал в рукопашной схватке с врагом. Приказом от 20 июля 1944 года награждён орденом Славы 2-й степени.
В ночь на 12 сентября 1944 года гвардии старший сержант Булгаков вместе с подчинёнными разведал место для постройки моста и переправы танков через реку Вяйке-Эмайыги севернее города Валка, обеспечил движение танков. Был представлен к награждению орденом Славы.
24 ноября 1944 года гвардии старшина Булгаков погиб в бою в районе населённого пункта Междамниэскас (Латвия).
Указом Президиума Верховного Совета СССР от 24 марта 1945 года за образцовое выполнение заданий командования в боях с захватчиками гвардии старший сержант Булгаков Сергей Никифорович награждён орденом Славы 1-й степени посмертно. Стал полным кавалером ордена Славы.
Награждён орденами Отечественной войны 2-й степени, Красной Звезды, Славы 3-х степеней.